# Great and Little Hampden
Great and Little Hampden är en civil parish i Storbritannien.   Den ligger i kommunen Buckinghamshire och riksdelen England, i den södra delen av landet, 50 km nordväst om huvudstaden London. Antalet invånare är 259.